# Mitromorpha braziliensis
Mitromorpha braziliensis is een slakkensoort uit de familie van de Mitromorphidae. De wetenschappelijke naam van de soort is voor het eerst geldig gepubliceerd in 2009 door Mifsud.